# Club FM
Club FM (stylisé « ClubFM ») était une radio privée belge néerlandophone. Sa programmation musicale est axée sur la musique contemporaine.
Club FM est composé de plus de 60 fréquences et elle est la radio privée avec la couverture la plus essentielle de la Région flamande et de la Région de Bruxelles-Capitale. 17 000 personnes écoutent quotidiennement Club FM. Elle a ainsi réalisée une part de 0,25 % du marché.

## Histoire
Le 1er mars 2008, la radio de Club FM a été créée en reprenant les anciennes fréquences de Cool FM en Flandre-Occidentale et Orientale.
Le 2 décembre 2009, le réseau s'est élargi après l'acquisition de toutes les fréquences de Radio Contact Flandre.
En mars 2018, ClubFM a été retiré de l'air. Vlacora BVBA a lancé la nouvelle station ROXX.